# Carl Wilhelm Carlberg
Carl Wilhelm Carlberg (geboren am 9. März 1746 in Örgryte församling, Västra Götalands län; gestorben am 8. August 1814 in Göteborg) war ein schwedischer Festungsoffizier, Baumeister und Stadtarchitekt und Stadtingenieur Göteborgs. Diese Ämter hatte vor ihm bereits sein Onkel und sein Vater inne.

## Leben
Carlberg wer der Sohn des Architekten Bengt Wilhelm Carlberg (15. Mai 1696 – 31. Dezember 1778) und dessen zweiter Ehefrau Johanna Kristina „Jeanna Stina“ (⚭ 24. Juni 1729; geborene von Blessingh, 5. Mai 1714 – 21. Juni 1770). Sein Onkel Johan Eberhard Carlberg (24. Februar 1683–22. Oktober 1773) war Festungsoffizier und Stadtarchitekt in Stockholm.
Carlberg erhielt von seinem Vater, als dessen Sekretär und Zeichner er arbeitete, eine fundierte Ausbildung in militärischem Festungsbau uns ziviler Architektur. Er war am 24. November 1764 als Volontär in die Festungsbrigade in Göteborg und Bohuslän eingetreten und arbeitete sich hoch, bis er am 12. Mai 1775 vom Magistrat der Stadt als Nachfolger seines Vaters zum ersten Bauingenieur und Stadtarchitekten Göteborgs ernannt wurde.
Vom 30. Mai 1777 bis zum 18. Januar 1782 begab er sich auf eine Auslandsreise, auf der er von dem Industriellen Johan Alströmer (17. Mai 1742–4. Oktober 1786) begleitet wurde. Sie reisten über Dänemark, Deutschland, Belgien und die Niederlande nach London und hielten sich von November 1778 bis Mai 1779 in Paris auf. Anschließend fuhren sie nach Rom und nach einem viermonatigen Aufenthalt in Neapel über Wien nach Berlin. Alströmer kehrte von hier aus nach Hause zurück während Carlberg noch in Berlin  und Paris verweilte und Mitte Januar 1782 die Heimreise antrat. Während seiner Abwesenheit hatte ihn sein Vater und nach dessen Tod sein Schwager Henric Liedin als Stadtbaumeister vertreten.
Nach der Rückkehr erhielt er 1784 von dem wohlhabenden Kaufmann John Hall dem Älteren den Auftrag in Gunnebo eine Sommerresidenz mitsamt der Inneneinrichtung, der Gartenanlagen und Nebengebäude zu planen und im Stile einer Villa rustica auszuführen. Als Stadtarchitekt war er stark mit öffentlichen Bauaufträgen ausgelastet, zu denen neben Eisenbahn- und Straßenbauarbeiten zahlreiche Gebäude wie das Armenhaus oder das Spritzhaus am Westhafe oder die Wasserwerke gehörten. In den Jahren 1792, 1793 und 1794 kam es mehrmals zu verheerenden Bränden. Da viele der Häuser aus Holz errichtet waren entwarf Carlberg ein zweistöckiges Einfamilienhaus aus Stein. Dieses Konzept diente für lange Zeit als Grundlage für neue Stadthäuser. Ende des Jahres 1793 wurde der Grundstein für einen von ihm entworfenen Kasernenkomplex gelegt. Da es 1802 in Göteborg erneut zu schweren Bränden kam, verfasste Carlberg 1802 die erste Bauordnung der Stadt, die am 29. März 1803 ratifiziert wurde. Das Feuer zerstörte in den Jahren 1792 bis 1807 mehr als die Hälfte aller Grundstücke der Stadt mit rund 680 Häusern. Am 18. Februar 1804 wurde er zum Stadtbaumeister einer eigenständigen Stadtingenieurstelle ernannt. Der deutschstämmige Architekt Justus Fredrik Weinberg (1770–1832), war sein Schüler.

## Werke (Auswahl)
- um 1780: Beteiligung am Entwurf des Herrenhauses in Partille[5]
- 1784 bis 1796: Schloss Gunnebo[6]
- um 1807: Entwurf für das Ahlbergska huset[7]
- 1808: Entwürfe für den Wiederaufbau 1815 vollendet, Dom zu Göteborg[8]

Schriften
- Tankar om byggnadssättet i Götheborg, yttrade i anledning af den sidsta eldswådan den 2 och 3 martii 1792. Samuel Norberg, Götheborg 1792.

## Familie
Carlberg hatte mehrere Geschwister und Halbgeschwister
- aus der ersten am 17. Dezember 1722 geschlossenen Ehe seines Vaters mit Anna Dorotea (geborene Weber; † 11. Mai 1727), einer Tochter des Händlers Gerhard Weber.
  - Ulrika Carlberg ⚭ mit Henric Liedin
  - Elisabeth Carlberg (1723–1778)
  - Johanna Christina Carlberg (1725–1804)
- aus der am 24. Juni 1729 geschlossenen Ehe des Vaters mit Johanna Kristina „Jeanna Stina“ (geborene Blessingh), einer Tochter des Festungshauptmanns Johan Adam Blæssingh (geadelter von Blessingh, 1678–1743)
  - Jan Adam Carlberg (1731–1799)
  - Lovisa Carlberg (1749–1814)

Er selbst blieb unverheiratet und hatte keine Kinder.